# Абу Хамід аль-Гарнаті
Абу Хамід аль-Гарнаті (араб. أبو حامد الغرناطي) — арабський мандрівник, ісламський місіонер (1080—1170). Повне ім'я Абу Хамід Мухаммад ібн Абд ар-Рахім аль-Гарнаті аль-Андалусі. Місце народження Гранада, Аль-Андалус, Іспанія. Навчався вОлександрії та Каїрі (Єгипет). Спеціалізація: мусульманське право, фікх.

## Біографічні дані
В Єгипет ал-Гарнаті приїхав в 1117 році з цілью послухати лекції провідних вчених ісламського світу. Після 1123 року аль-Гарнаті прожив чотири роки у Багдаді, де користувався гостинністю Ібн Хубайри, майбутнього візира декількох халіфів. Там у нього народився перший син, Хамід, за яким він отримав почесне прізвисько (кунйа) Абу Хамід («батько Хаміда»).
У 1130 році аль-Гарнаті розпочинає велику подорож. Він відвідує міста Абхар та Ардебіль в Південному Азербайджані, Дербент в Дагестані. У наступному році аль-Гарнаті деякий час живе в місті Саксин, в низов'ях Волги. У Дербенті (або в одному з селищ під Дербентом) його приймає емір, якому він викладає уроки мусульманського права. В Саксині у нього збираються місцеві знавці фікха, які приходять з питаннями щодо вирішення складних випадків в юриспруденції.
У 1135 році аль-Гарнаті піднявся по Волзі до міста Булгар де жив деякий час. У 1150 році з Булгара він вирушив до Русі, проїхавши по «Слов'янській річці», згадує про вживання хутряних грошей на Русі (див. Безмонетний період). Він єдиний мусульманський автор, який побував на Русі і повідомляє такі відомості, яких немає навіть в руських літописах:
| «І прибув я в місто [країни] слов'ян, який називають «Куйав». А в ньому тисячі «магрібінцев», з вигляду тюрків, що говорять тюркською мовою і стріли мечуть, як тюрки. І відомі вони в цій країні під ім'ям беджн[ак] (печенеги). І зустрів я людини з багдадців, якого звуть Карім ібн Файруз ал-Джаухарі, він був одружений з [дочкою] одного з цих мусульман. Я влаштував цим мусульманам п'ятничну молитву й навчив їх хутбі, а вони не знали п'ятничної молитви». |
Пізніше Абу Хамід їде в Угорщину, де кочівники-тюрки, в значній частині ісламізовані, складали найважливішу ударну силу в руках угорських королів. Тут аль-Гарнаті також виступає в ролі наставника мусульман-кочівників: одних він вчить обрядовості, інші стають його учнями. Його вшанували аудієнцією у короля і він виконував його доручення на зворотному шляху в Саксин.
Припускають, що подорож аль-Гарнаті до Русі і Угорщини мала розвідницькі цілі, адже відбулася одразу після невдалого для хрестоносців Другого хрестового походу.
Через Київ, Саксин і Хорезм аль-Гарнаті вирушив у хадж до Мекки. З Мекки повернувся в Багдад, де його давній знайомий Ібн Хубайра вже п'ятий рік був візиром халіфа аль-Муктафі. У 1161 році ал-Гарнаті переїхав в Мосул, потім жив деякий час в Сирії, в Алеппо і Дамаску, де він помер в 1170 у віці 90 років.

## Твори
Аль-Гарнаті написав кілька книг подорожей: «My Риб ан бад Аджаіб аль-Магриб» («Ясний виклад деяких чудес Магрибу») та «Тухфат аль-албаб ва сухбат аль-адаб» («Подарунок умам і вибірка з чудес»), які мали великий успіх в мусульманському світі. Ці твори містять дані про ріки Волгу, Дон, про Булгарію, Русь, Київ, про форми торгівлі, побут слов'ян тощо, широко використовувались арабськими вченими. Ці праці підтверджують «Начальний літопис» і є важливим джерелом з історії Київської Русі.